# Italian brainrot

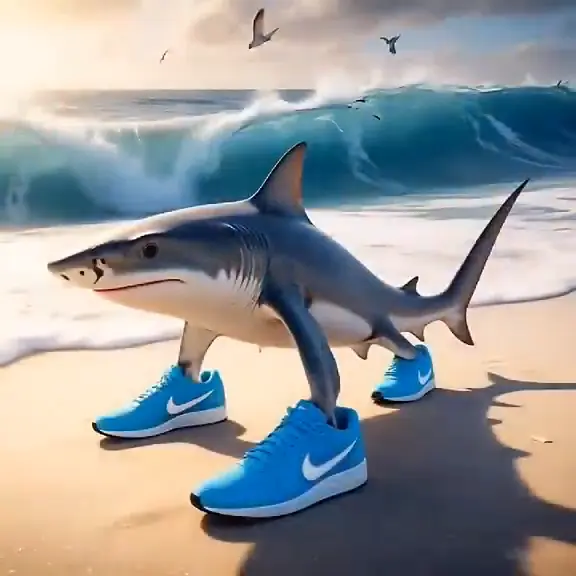
A Tralalero Tralala kék sportcipőt viselő, háromlábú cápa. Ő az Italian brainrot jelenség első felkapott figurája, a mémek egyik legismertebb alakja

Az italian brainrot egy szürrealista internetes mémhullám, amely 2025 elején bukkant fel. A jelenség lényege, hogy mesterséges intelligencia által generált, torz külsejű, groteszk lények képei keringenek az interneten, rendszerint álolasz nevekkel ellátva. A mémek gyorsan elterjedtek a közösségi médiában, különösen a TikTokon és az Instagramon, főként a szintetizált, olasznak hangzó narrációk, a bizarr és humoros vizuális elemek, valamint az értelmetlen, abszurd történetvezetés egyvelege miatt.

## Leírás
Az Italian brainrot olyan abszurd képek és videók gyűjtőneve, amelyeket generatív mesterséges intelligencia hoz létre. Ezekben gyakran különféle állatok hétköznapi tárgyakkal, ételekkel, fegyverekkel vagy fantáziaelemekkel keverednek – így születnek meg a torz, szürreális hibridek. Az ilyen lények rendszerint álolasz neveket kapnak, vagy olasz kulturális sztereotípiákhoz kapcsolódnak. A jelenetekhez sokszor gépi hangon megszólaló „olasz férfi” narrációja társul, amely gyakran értelmetlen és humoros.
A szereplők ötvözik a szürrealizmus, az „uncanny valley” (az emberihez hasonló, de zavaró megjelenés) és az internetes irónia elemeit, jól tükrözve a Z generáció posztironikus humorát.

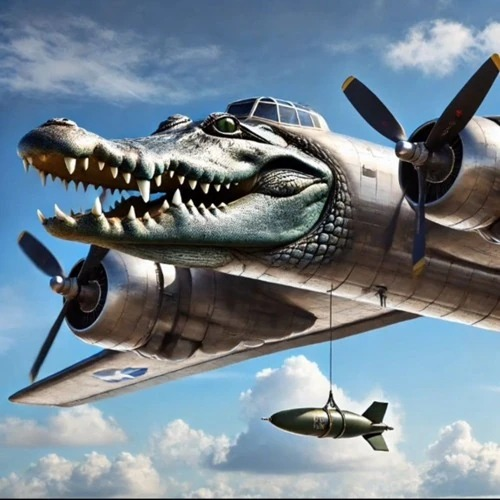
A Bombardiro Crocodilo hibrid lény, amelynek krokodilfeje van, teste pedig egy katonai bombázó repülőgép. Abszurd és szürreális kombinációja a zűrzavaros, internetes mémkultúra egyik fontos szereplőjévé tette őt.

A brain rot („agylágyulás”) kifejezést az Oxford University Press az Év szavának választotta 2024-ben. Eredetileg az online fogyasztott, jelentéktelen vagy intellektuálisan kihívást nem jelentő tartalmak mentális állapotra gyakorolt romboló hatását jelöli, de maga a tartalom is megkaphatja ezt a bélyeget. Az Italian brainrot esetében a felhasználók gyakran önironikusan használják a kifejezést, egyszerre ismerve el a mém abszurditását és utalva az internetet elárasztó, alacsony minőségű MI-tartalmakra.
Az Italian brainrot első nagyobb figyelmet kapott alakja a Tralalero Tralala nevű figura volt, amelyet 2025. január 13-án osztottak meg először a TikTokon. Az eredeti videót @eZburger401 felhasználó töltötte fel, de fiókját azóta törölte. A mém elterjedésében kulcsszerepe volt @noxaasht felhasználónak, aki több más karakter – például egy cápa – népszerűsítésében is közreműködött. A jelenség 2025 márciusára vált világszerte ismertté, és Indonéziától az Egyesült Államokon át Európáig eljutott. Egyes márkák marketingcélokra is átvették a mém stílusát.
Az Italian brainrot több, gyorsan változó mémkriptovalutát (meme coin) is inspirált.

## Szereplők
Az Italian brainrot egyik jellemzője a rengeteg különféle figura, amelyeket generatív mesterséges intelligenciával hoznak létre. A műfaj első vírusos szereplője a Tralalero Tralala nevű háromlábú cápa volt, amely Nike sportcipőt visel. A cápát gyakran ábrázolják ugrás vagy harc közben, ahogyan Bombardiro Crocodilo nevű ellenfelével küzd, miközben a „Tralalero tralala” kifejezést ismételgetik. Ezzel az abszurd jelenettel indult el a jelenség szélesebb körű terjedése.

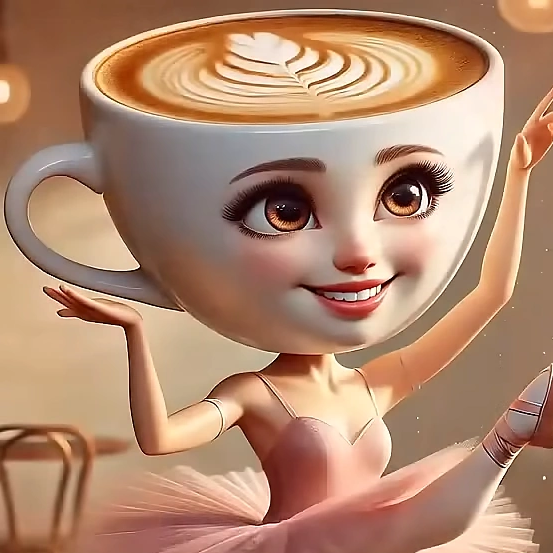
A Ballerina Cappuccina egy balerina, akinek a fejét egy cappuccinós csésze helyettesíti. A karakter balettszoknyát és spicc cipőt visel, miközben kecses mozdulatokkal táncol. A figura a műfaj egyik legabszurdabb és legiróniásabb alakja, mivel a mindennapi tárgyat (cappuccino csésze) és a klasszikus balett elemeit kombinálja teljesen össze nem illő módon

A Bombardino Crocodilo hibrid lény: krokodilfeje van, teste pedig egy katonai bombázó repülőgépé.
A Tung Tung Tung Sahur antropomorf faalak, amely egy indiai gyakorló buzogányra (Indian club) emlékeztet, és baseballütőt tart a kezében. A nevében szereplő „Tung Tung Tung” az indonéziai sahur (a ramadáni böjt előtti reggeli) kezdetét jelző dobpergés hangutánzása. A karaktert @noxaasht TikTok-felhasználó hozta létre 2025 februárjában, és önálló mémként is népszerű lett.
A Boneca Ambalabu antropomorf levelibéka, amelynek emberi lábai vannak, a teste pedig egy autógumi. A Lirili Larila nevű karakter papucsot viselő kaktusz-elefánt hibrid; a hangalámondása költői és dallamos, szinte kántálásszerű.
A Ballerina Cappuccina balerina, akinek feje helyén egy cappuccinós csésze van, klasszikus balettszoknyát és spicc cipőt visel. Ez a figura a műfaj abszurditását hangsúlyozza: a mindennapi tárgyakat és a klasszikus művészetet teljesen össze nem illő módon ötvözi. Az eredeti mémben a karakter kecsesen piruettezik.
A Tralalero Tralala és a Bombardino Crocodilo karakterek körül vita is kialakult. Egyesek iszlamofóbiával vádolják őket, mivel a Tralalero Tralala videó olasz nyelvű szövegében állítólag Allah nevéből csinálnak gúnyt – bár olasz felhasználók szerint ez csupán általános istenkáromlásként értelmezhető. A Bombardino Crocodilo esetében pedig kritikát váltott ki, hogy egyes videók a gázai népirtás témáját bagatellizálják, például repülőgépes bombázásról szóló, gyerekeket célzó vicceskedő hangalámondással.

## Fordítás
Ez a szócikk részben vagy egészben  az   Italian brainrot című angol Wikipédia-szócikk ezen változatának fordításán alapul.  Az eredeti cikk szerkesztőit annak laptörténete sorolja fel. Ez a jelzés csupán a megfogalmazás eredetét és a szerzői jogokat jelzi, nem szolgál a cikkben szereplő információk forrásmegjelöléseként.